# São Sebastião da Grama (ort)
São Sebastião da Grama är en ort i Brasilien.   Den ligger i kommunen São Sebastião da Grama och delstaten São Paulo, i den sydöstra delen av landet, 700 km söder om huvudstaden Brasília. São Sebastião da Grama ligger 942 meter över havet och antalet invånare är 12 100.
Terrängen runt São Sebastião da Grama är lite kuperad. Närmaste större samhälle är São José do Rio Pardo, 14,6 km nordväst om São Sebastião da Grama.
Omgivningarna runt São Sebastião da Grama är en mosaik av jordbruksmark och naturlig växtlighet. Runt São Sebastião da Grama är det ganska glesbefolkat, med 48 invånare per kvadratkilometer.